# Scybalistodes reducta
Scybalistodes reducta là một loài bướm đêm trong họ Crambidae.